# Oba (Sparta)
L'oba (in greco antico: Ὠβά?) era una delle suddivisioni territoriali dello stato spartano, in funzione dell'ordinamento militare, comunemente dette nei testi moderni "villaggi".

## Storia
Attraverso Plutarco conosciamo il testo oracolare (ῥήτρα) che fissava i fondamenti della costituzione spartana. In origine, la divisione dei Lacedemoni fu probabilmente quella in tre tribù (Φυλή) a cui si accompagnava la divisione in 27 fratrie (Φράτρα), 9 per ciascuna tribù; in un secondo tempo si aggiunse la divisione in obài, comunemente dette "villaggi".
Inizialmente le obài erano 4 (Pitane, Cinosura, Mesoa, Limne) alle quali successivamente si aggiunse una quinta (Amicle) e infine una sesta oba, quella dei Neopoliti. È possibile che il numero delle obài  col tempo maggiore; tuttavia cinque furono gli efori e cinque furono i lochi (Λόχος), ossia le falangi di fanti che secondo Aristotele componevano il primitivo esercito spartano. 
Sebbene le obài fossero state costituite in funzione dell'ordinamento militare, il loro rapporto con l'esercito di Sparta non è molto chiaro. Forrest ipotizza che 9 villaggi di 1.000 uomini l'uno potessero fornire ciascuno circa 720 uomini ad ogni mora (reggimento), essendo ogni Μόρα, ossia a un battaglione, composto da tre lochi, ciascuno di 240 uomini forniti ad ogni loco da una singola fratria; tutto questo a fronte di una popolazione spartana di 9000 unità e di un esercito composto da 6500 uomini.